# جام ویلیام جونز
جام ویلیام جونز (انگلیسی: William Jones Cup) که همچنین به عنوان جام جونز نیز شناخته‌می‌شود، مسابقات بین‌المللی بسکتبال است که سالانه از سال ۱۹۷۷ در تایپه، تایوان برگزارمی‌شود. این جام به افتخار پروموتر بسکتبال رناتو ویلیام جونز، که یکی از بنیانگذاران فدراسیون بین‌المللی بسکتبال (FIBA) بود، نامگذاری‌ شد.